# Bureau d'études et liaison
Le Bureau d'études et liaison (BEL), créé par le général Maurice Challe en 1959 durant la guerre d'Algérie, est chargé des opérations spéciales et de l'information sur la situation de rébellion du FLN.

## Présentation
Avec pour enquêteur le colonel d'origine algérienne Ahmed Rafa, ce bureau a pour but de connaître au maximum les activités du FLN ; c'est la première mission, celle qui conditionne les autres. Parmi l'équipe du BEL : le lieutenant-colonel Lehalleur, les lieutenants colonels Petit et de Saint-Pereuse, le chef d'escadrons Georges Catala (arme blindée et cavalerie, qui au cours de 300 heures de vol -lui-même étant pilote d'avion- entreprendra la désorganisation de toute l'infrastructure rebelle de l'Oranais),  le commandant de l'armée de l'air Fournier, le capitaine de corvette Guillaume, le capitaine Paul-Alain Léger, le capitaine Heux pour la wilaya IV. Le colonel Baudet, chef du BEL et ami personnel de Paul Delouvrier, sera muté, en février 1960, en Yougoslavie... Après la dissolution du 5e Bureau, en février 1960, le BEL devient chargé de « la politique militaire de pacification » et de la coordination de l'action militaire dans le domaine de l'action psychologique. Le colonel Henri Jacquin sera à la tête du BEL et participera à la rencontre à Médéa avec le chef de la wilaya IV, Si Salah, le 18 juillet 1960 (voir affaire Si Salah). Le capitaine Paul-Alain Léger est y affecté en 1960 pour y effectuer des opérations d'intoxication. Le colonel Henry Fournier-Foch intoxique de son côté les wilayas IV et V. Le BEL sera dissous fin avril 1961 alors qu'il est sous l'autorité du lieutenant-colonel Henry. Par lettre du 12 mai 1961 adressée à Pierre Messmer, le général de Gaulle précisera que des éléments du BEL ont fourni des cadres à l'OAS.